# Choccolocco
Choccolocco è un census-designated place (CDP) e Unincorporated community degli Stati Uniti d'America situata nello stato dell'Alabama, nella contea di Calhoun.